# Албури-Лам
Албури-Лам (чечен. Албар-Лам) — горная вершина в Казбековском районе Дагестана на границе с Чеченской республикой. Высота над уровнем моря — 2177,0 метра, ближайшие населённые пункты: Алмак, Буртунай, Калининаул и несуществующие ныне аулы Албури-Отар и Ханий дук к востоку от Албури-Лам расположена горная вершина Цанта высота которого составлять 2294 метра таким образом Албури-Лам по высоте являться второй горной вершиной хребта Цанта.

## Название
Своё название гора получила в честь ее владельца, который являлся выходцем из чеченского тайпа аккой (чеч. Ӏаккой) и владел также селением Албури-Отар, располагавшимся южнее ауховского села Ширча-Эвла. Рассказывается, что, когда умер наемный чабан, пасший скот Албури, хозяин горы отправил надгробный камень в селение Алмак, откуда тот был родом. Между тем, у Албури нередко возникали конфликты с владельцами скота из окрестных аулов, которых привлекали пастбища на его горе.
В ходе Кавказской войны Албури потерял двоих сыновей Гураш (чеч. ГӀураш) и Джанбюра (чеч. Жанбуьра), выступивших на стороне Шамиля. Известие о гибели сыновей не вызвало слез и печали у их матери. Напротив она проявила радость по поводу того, что дети ее встретили смерть праведников. Она была опечалена лишь тем, что ее третий сын находился в то время в отъезде и не удостоился такой же смерти праведника, как его братья.
В последующем имам Шамиль узаконил Албури гору, что положило конец конфликтам за пастбища. С той поры и носит гора свое имя Албури-Лам.
В работе А. С. Сулейманова под названием «Топонимия Чечни» на страницы «Микротопонимия Пхьарчхошка» данная гора описывается следующим образом Буьхь ира лам «Островерхая гора» — гора с острой вершиной, пастбище, альпийские луга, сенокос, находится на юге от сёл Пхьарчхошка и Ширча-Эвла. Название дано ауховцами.

## Природа
На поверхность горы выходят нижнемеловые отложения которые представлены известняками, легко подвергающимся разрушению. В 2019 году получены неопровержимые данные об обитании популяции серны кавказской на вершинах хребтов Салатау и Цантатау.